# لمويل بينتون
لمويل بينتون (بالإنجليزية: Lemuel Benton)‏ هو قاضي وسياسي أمريكي، ولد في 1754 في مقاطعة غرانفيل في الولايات المتحدة، وتوفي في 18 مايو 1818 في الولايات المتحدة. حزبياً، نشط في Anti-Administration party ‏. وقد انتخب عضو مجلس نواب كارولاينا الجنوبية وانتخب عضو مجلس النواب الأمريكي.